# Jan Krušina IV. z Lichtenburka
Jan Krušina IV. z Lichtenburka (před rokem 1370 – 1407) byl český šlechtic z rodu Krušinů z Lichtenburka. Působil jako nejvyšší purkrabí a hofmistr krále Václava IV., český zemský hejtman a vévoda dědičného korunního Vévodství svídnicko-javorského.

## Původ a rodina
Jan Krušina pocházel z českého šlechtického rodu pánů z Lichtenburka. Jeho rodiči byli Hynek Krušina z Lichtenburka (Jan Krušina III. Z Lichtenburka) a jistá Anežka. Jeho starší bratr Václav byl ženatý s Kačnou z Rychmburka a zastával královské úřady. V roce 1375 doprovázel císaře Karla IV. do Lübecku.
Janova sestra Anna byla vdaná za Bohuslava ze Švamberka.
Jan Krušina a jeho manželka Jitka, jejíž původ není znám, měli čtyři děti:
- Hynek Krušina IV. z Lichtenburka
- dcera, jejíž křestní jméno není známo a která byla vdaná za Bočka z Poděbrad
- Anežka, abatyše dominikánského kláštera v Hradci Králové
- Alexandr († po roce 1422)
- Barbora, provdaná za Boreše z Oseka
- Jan Krušina V., pán z Hostinného a Adršpachu, husitský vůdce. Byl zabit v roce 1434 po sporu v radě města Broumova poté, co zaútočil na tamního starostu.[2]

## Život
Jan Krušina zastával nejvyšší královské úřady. V roce 1395 je uváděn jako majitel Hornšperku. Od roku 1397 působil jako přísedící zemského soudu, jehož předsedou byl od roku 1404 téměř nepřetržitě. V roce 1400 získal od Půty III. z Častolovic východočeské panství Opočno.
Zvláštní zásluhy dosáhl v roce 1401, kdy markrabě Vilém Míšeňský obléhal Prahu, kde se zdržoval král Václav IV. poté, co byl sesazen z pozice římsko-německého krále. Spolu s moravským markrabětem Joštem a arcibiskupem Olbramem ze Škvorce vyjednal Jan Krušina stažení míšeňských vojsk a mírovou smlouvu. Markrabě Prokop, jehož následovníkem je údajně Jan Krušina, mu v roce 1402 předal vládu ve východočeských Albrechticích, kterou mu král Václav v roce 1403 potvrdil jako doživotní majetek. V roce 1403 ho jmenoval nejvyšším hofmistrem a poté za pomoc při osvobození Václava v roce 1404 ho obdaroval úřadem nejvyššího purkrabího.
Král mu daroval také panství kolem Jelení Hory a krátce nato ho jmenoval zemským hejtmanem dědičného Knížectví svídnicko-javorského, do něhož Jelení Hora patřila. Tu Jan Krušina v roce 1404 prodal a v témže roce získal od řádu německých rytířů zadluženou komendu v Miletíně. V roce 1406 od Jana z Vartenberka koupil rovněž zadlužené panství Kumburk s hradem a stal se tak jedním z nejbohatších východočeských šlechticů.
Na počátku roku 1407 se ze zdravotních důvodů vzdal funkce nejvyššího hofmistra ve prospěch Lacka I. z Kravař.
Jan Krušina IV. z Lichtenburka zemřel v polovině roku 1407 ve věku asi 40 let.